# Luka Majcen
Luka Majcen (25 luglio 1989) è un calciatore sloveno, attaccante del Diamond Harbour.

## Carriera

### Club
Ha giocato nella prima divisione slovena ed in quella indiana.

### Nazionale
Ha giocato nelle nazionali giovanili slovene Under-18, Under-19, Under-20 ed Under-21.

## Statistiche

### Presenze e reti nei club
| Stagione        | Club               | Campionato      | Campionato | Campionato | Coppe nazionali | Coppe nazionali | Coppe nazionali | Coppe continentali | Coppe continentali | Coppe continentali | Supercoppe | Supercoppe | Supercoppe | Totale | Totale |
| Stagione        | Club               | Comp            | Pres       | Reti       | Comp            | Pres            | Reti            | Comp               | Pres               | Reti               | Comp       | Pres       | Reti       | Pres   | Reti   |
| --------------- | ------------------ | --------------- | ---------- | ---------- | --------------- | --------------- | --------------- | ------------------ | ------------------ | ------------------ | ---------- | ---------- | ---------- | ------ | ------ |
| 2019-ago.2020   | Churchill Brothers | IL              | 15+2       | 11+2       | SC              | -               | -               | -                  | -                  | -                  | -          | -          | -          | 17     | 13     |
| 2020-2021       | Triglav            | DL              | 0          | 0          | CS              | -               | -               | -                  | -                  | -                  | -          | -          | -          | 0      | 0      |
| 2021            | Bengaluru United   | IL2             | 3          | 0          | -               | -               | -               | -                  | -                  | -                  | DC         | 4          | 1          | 7      | 1      |
| gen.-giu.2022   | Gokulam Kerala     | IL              | 12         | 10         | -               | -               | -               | AFC Cup            | 3                  | 2                  | -          | -          | -          | 15     | 12     |
| 2022-2023       | RoundGlass Punjab  | IL              | 20         | 16         | SC              | 3               | 0               | -                  | -                  | -                  | -          | -          | -          | 23     | 16     |
| 2023-2024       | Punjab             | ISL             | 22         | 7          | SC              | 3               | 2               | -                  | -                  | -                  | DC         | 3          | 0          | 28     | 9      |
| 2024-2025       | Punjab             | ISL             | 20         | 10         | SC              | 0               | 0               | -                  | -                  | -                  | DC         | 4          | 4          | 24     | 14     |
| Totale Punjab   | Totale Punjab      | Totale Punjab   | 62         | 33         |                 | 6               | 2               |                    | -                  | -                  |            | 7          | 4          | 75     | 39     |
| 2025-2026       | Diamond Harbour    | IL              | 0          | 0          | SC              | 0               | 0               | -                  | -                  | -                  | DC         | 5          | 4          | 5      | 4      |
| Totale Carriera | Totale Carriera    | Totale Carriera | 94         | 56         |                 | 6               | 2               |                    | 3                  | 2                  |            | 16         | 8          | 119    | 69     |

## Palmarès

### Club

#### Competizioni nazionali
- Supercoppa di Slovenia: 1

Interblock: 2008
- Coppa di Slovenia: 1

Interblock: 2008-2009
- I-League: 2

Gokulam Kerala: 2021-2022
RoundGlass Punjab: 2022-2023

### Individuale
- Capocannoniere della I-League: 1

2022-2023 (16 reti)